# 東京都道・埼玉県道218号二本木飯能線
東京都道・埼玉県道218号二本木飯能線（とうきょうとどう・さいたまけんどう218ごうにほんぎはんのうせん）は、東京都西多摩郡瑞穂町から埼玉県飯能市に至る都道府県道である。

## 区間
- 起点：東京都西多摩郡瑞穂町大字二本木（東京都道179号所沢青梅線交点、栗原新田交差点）
- 終点：埼玉県飯能市仲町（埼玉県道28号青梅飯能線交点）
- 総距離：8,144m

## 地理

### 通過する自治体
- 東京都
  - 西多摩郡瑞穂町
- 埼玉県
  - 入間市
  - 飯能市

### 交差・接続している道路
| 交差する道路            | 交差点名     | 所在地 | 所在地 |
| ----------------------- | ------------ | ------ | ------ |
| 東京都道179号所沢青梅線 | 栗原新田     | 東京都 | 瑞穂町 |
| （茶どころ通り）        |              | 埼玉県 | 入間市 |
| 埼玉県道63号青梅入間線  |              | 埼玉県 | 入間市 |
| 埼玉県道63号青梅入間線  | 南峯         | 埼玉県 | 入間市 |
| 埼玉県道195号富岡入間線 | 阿須         | 埼玉県 | 飯能市 |
| （美杉台通り）          | 飯能駅前     | 埼玉県 | 飯能市 |
| （屈折）                | 稲荷分署入口 | 埼玉県 | 飯能市 |
| 埼玉県道28号青梅飯能線  | 広小路       | 埼玉県 | 飯能市 |

### 重複区間
- 埼玉県道63号青梅入間線 入間市寺竹付近 - 南峯交差点

### 交差する鉄道と河川
- JR八高線
- 入間川（加治橋）

### 沿線の主な施設
| 施設                           | 所在地 | 所在地 |
| ------------------------------ | ------ | ------ |
| 狭山ゴルフクラブ               | 埼玉県 | 入間市 |
| 金子駅（JR八高線）             | 埼玉県 | 入間市 |
| 金子ゴルフセンター             | 埼玉県 | 入間市 |
| 埼玉県立飯能南高等学校         | 埼玉県 | 飯能市 |
| 飯能中央病院                   | 埼玉県 | 飯能市 |
| 埼玉西部消防組合飯能日高消防署 | 埼玉県 | 飯能市 |
| 飯能駅（西武池袋線）           | 埼玉県 | 飯能市 |

## 沿道状況
都道179号線（青梅・所沢方面）と瑞穂町道（福生方面）との十字路交差点を起点に北へ進路を伸ばす。起点から200mほどで都県境となり、埼玉県入間市となる。入間市内では入間市道茶どころ通り線（河辺・川越方面）と交差し、八高線金子駅を横切ると、県道63号線（青梅駅・入間市駅方面）に接続する。青梅駅方面と1区間重複し、次の交差点で再び北進すると飯能市に入る。飯能市内南部で県道195号（奥多摩・狭山方面）と交差をし、飯能駅前となる。飯能駅を過ぎると交差点をクランクに北へ向き、県道28号（東青梅・東飯能駅方面）と接続し終点となる。

## ギャラリー

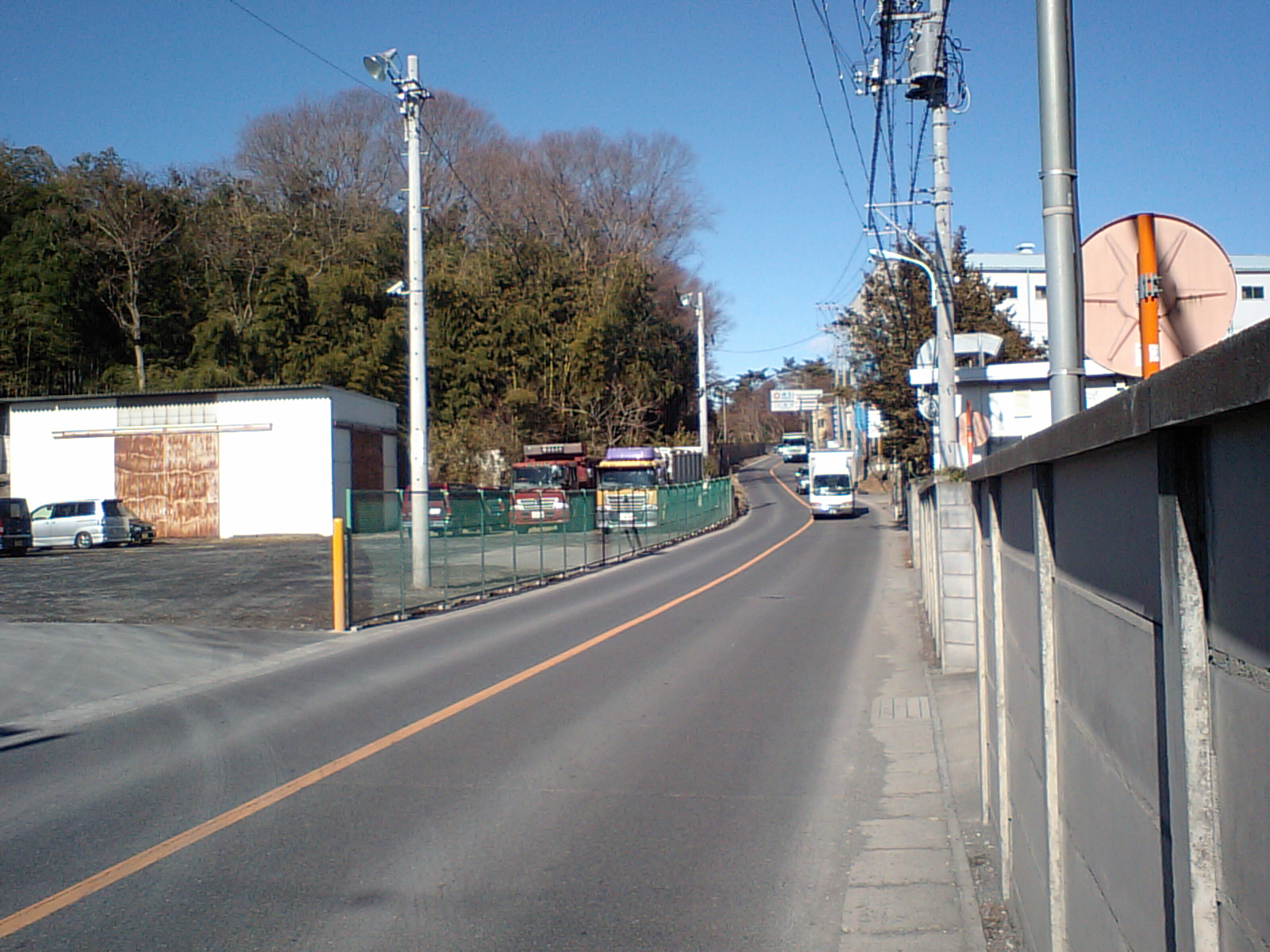
東京都瑞穂町二本木付近
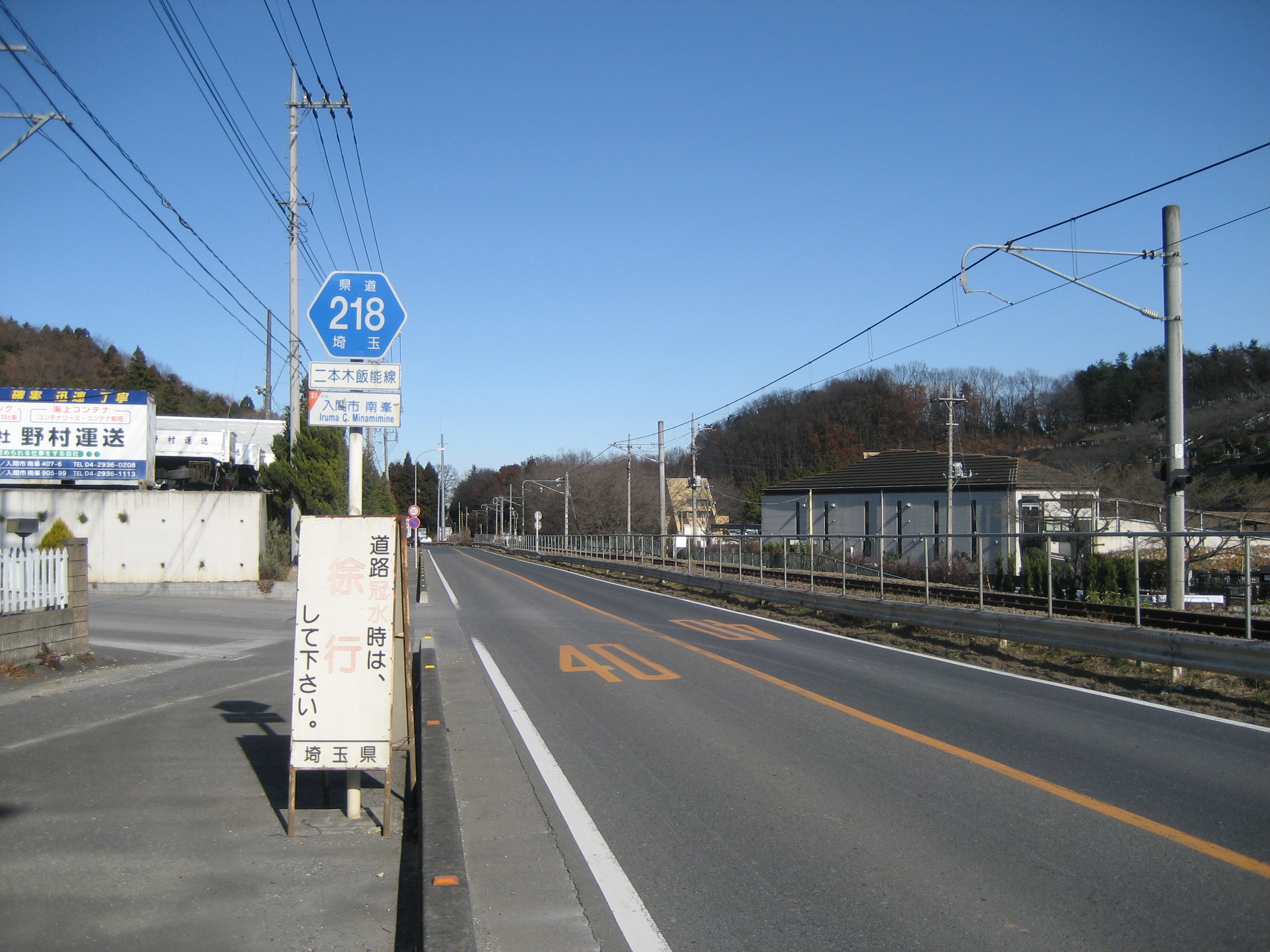
埼玉県入間市南峯付近
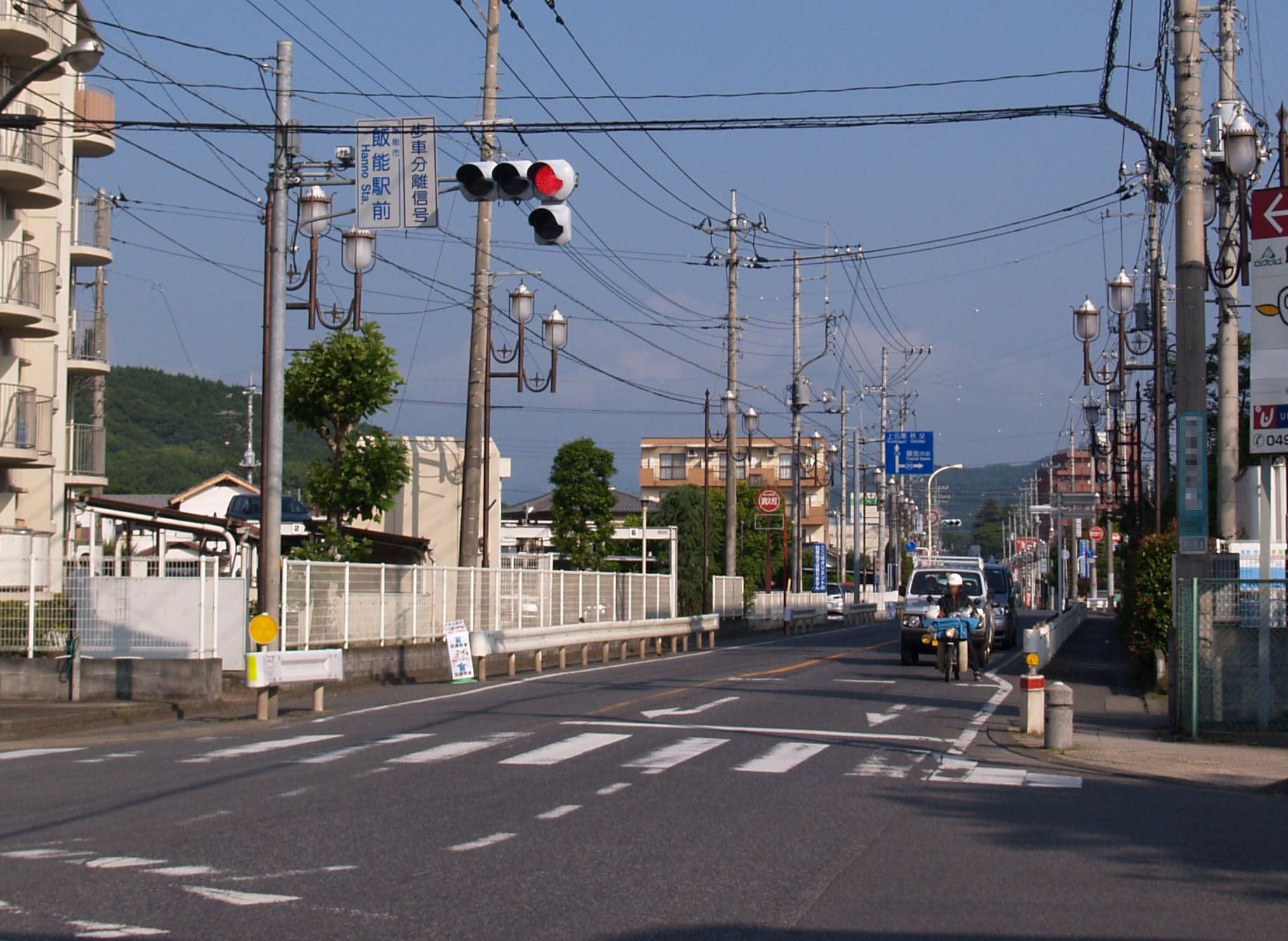
埼玉県飯能市飯能駅南側
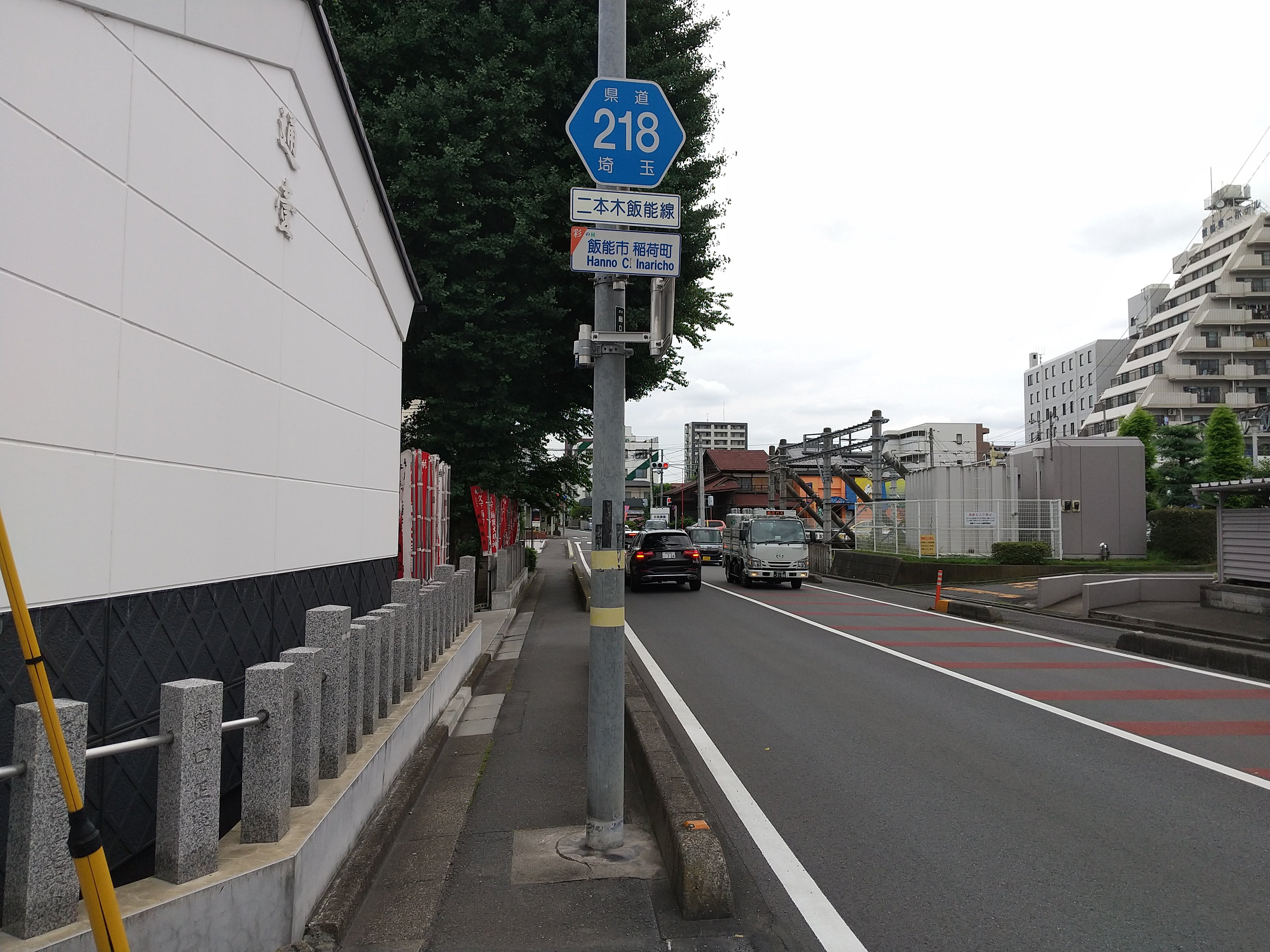
埼玉県飯能市稲荷町付近